# Шомерак
Шомерак (фр. Chomérac) насеље је и општина у источној Француској у региону Рона-Алпи, у департману Ардеш која припада префектури Прива.
По подацима из 2011. године у општини је живело 2.887 становника, а густина насељености је износила 152,43 становника/km². Општина се простире на површини од 18,94 km². Налази се на средњој надморској висини од 200 метара (максималној 620 m, а минималној 135 m).

## Демографија
| 1962. | 1968. | 1975. | 1982. | 1990. | 1999. | 2011. |
| ----- | ----- | ----- | ----- | ----- | ----- | ----- |
| 1.550 | 1.702 | 1.686 | 1.968 | 2.306 | 2.450 | 2.887 |

График промене броја становника у току последњих година